# It All Comes Down to This
It All Comes Down to This è il primo album studio del gruppo hardcore punk statunitense Bane, pubblicato nel 1999 da Equal Vision Records.
La copertina affronta il tema della perdita mostrando fotografie di giornalisti morti nelle guerre in Vietnam e Indocina. Le foto sono state definite intense e sia dal punto di vista emotivo sia dal punto di vista grafico.

## Tracce
1. Fuck What You Heard – 2:26
2. Struck Down by Me – 4:27
3. Untitled – 0:39
4. The Paint Chips Away – 1:50
5. My Cross to Bear – 4:45
6. What Makes Us Strong – 0:45
7. Can We Start Again – 3:19
8. I Once Was Blind – 4:19
9. Untitled – 0:39
10. Place in the Sun – 2:44
11. Her Lucky Pretty Eyes – 3:22
12. A Bridge Too Far – 4:16

## Formazione
- Aaron Bedard - voce
- Aaron Dalbec - chitarra
- Zachary Jordan - chitarra
- Pete Chilton - basso
- Nick Branigan - batteria

## Crediti[4]
- Steve Austin -	chitarra, voce d'accompagnamento, ingegnere del suono, mastering
- Jacob Bannon - grafica
- Benny Cummings - voce d'accompagnamento
- Mike Cushman -	voce d'accompagnamento
- Bränn Dailor -	voce d'accompagnamento
- Matt Galle - voce d'accompagnamento
- Nicole Holden - voce d'accompagnamento
- Mark Hudson - voce d'accompagnamento
- Brian Murphy - voce d'accompagnamento
- Jason Lescalleet - remix
- Dave Merullo -	mastering
- Saves the Day - fotografia
- Erik Zimmerman - fotografia